# Theodor von Karajan

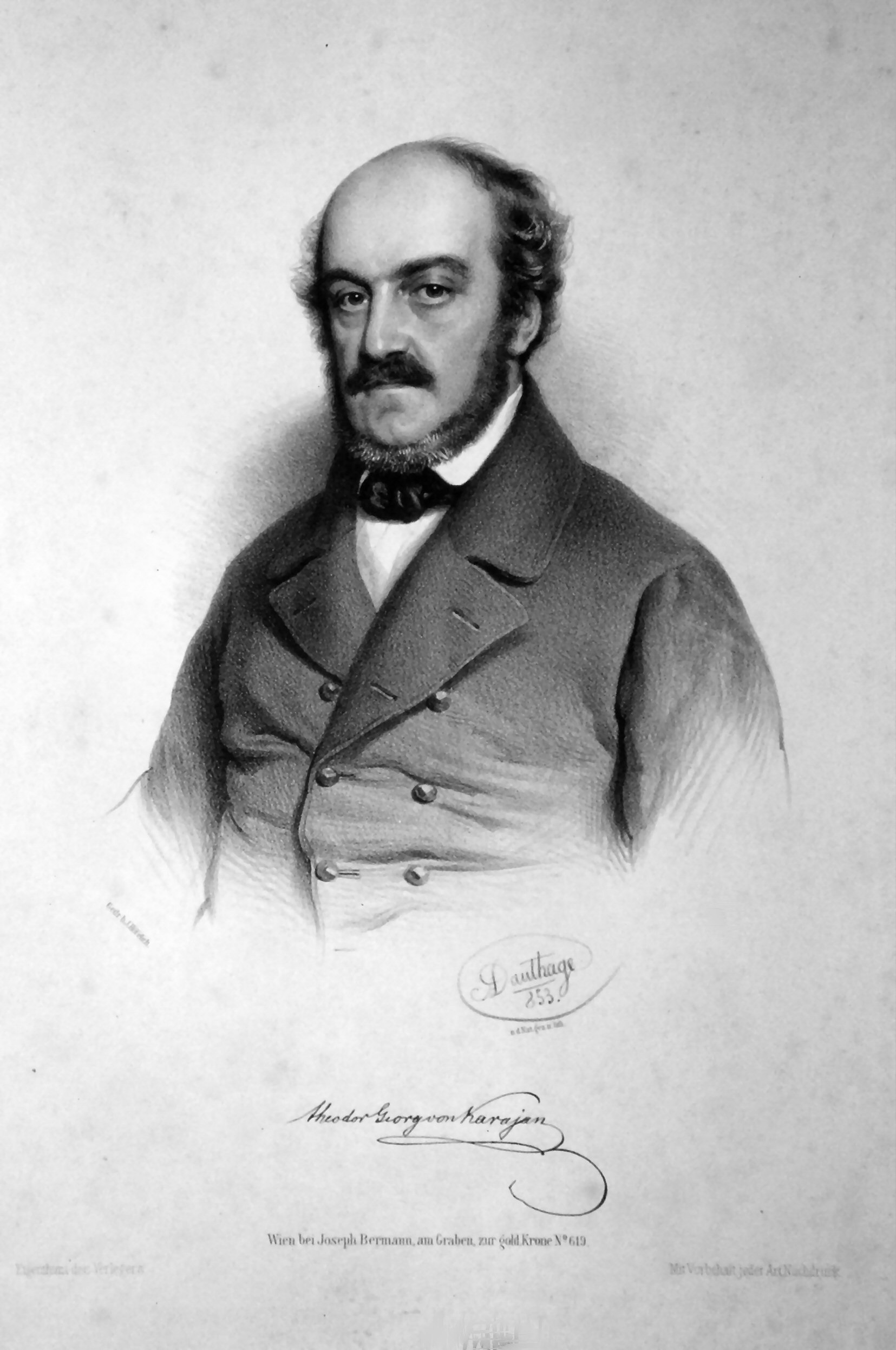
Theodor Georg von Karajan, Lithographie von Adolf Dauthage, 1853

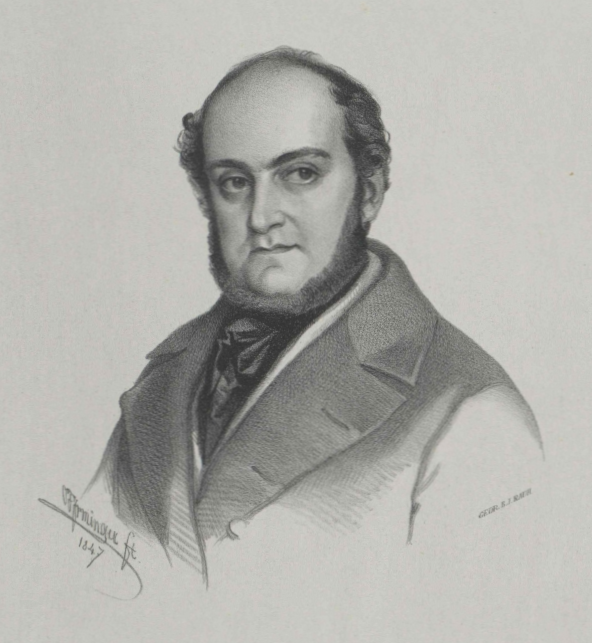
Lithographie von Carl Friedrich Irminger, 1847

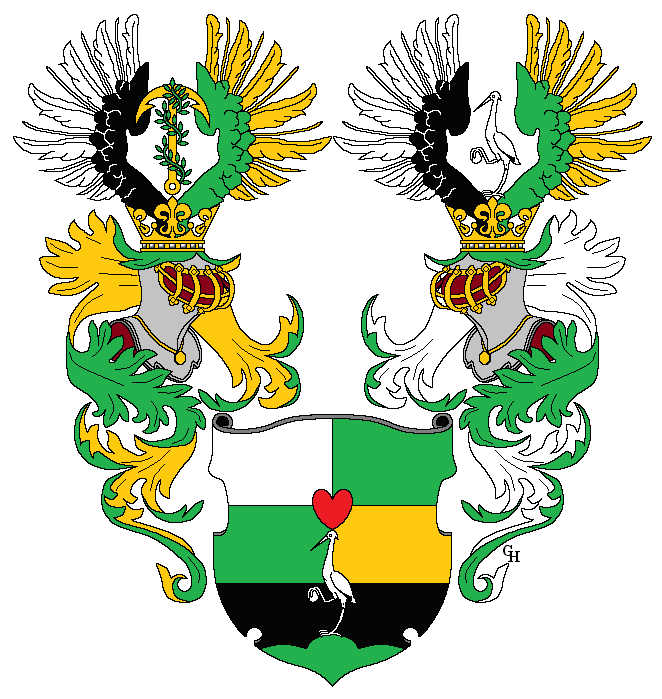
Wappen der Familie von Karajan, österreichischer Ritterstand 1869.

Theodor Georg von Karajan, seit 1869 Ritter von Karajan (* 22. Januar 1810 in Wien; † 28. April 1873 ebenda), Dr. phil., war ein griechischstämmiger österreichischer Germanist, Historiker und Politiker.

## Familie
Theodor von Karajan stammt von einer Familie namens Karagiannis griechischer Herkunft aus Kozani (damals unter dem Namen Rumelien zum Osmanischen Reich gehörend, heute Nordgriechenland) in Makedonien, die dort 1743 erstmals urkundlich erwähnt ist, und war der Sohn des Kaufmanns Georg Karajan, eigentlich Geórgios Karagiánnis, Inhaber einer Baumwollhandlung im kursächsischen Chemnitz. Georg Karajan wurde mit Ehefrau und seinen Söhnen Dimitrios und Theodor am 1. Juni 1792 während des Reichsvikariates durch den sächsischen Kurfürsten Friedrich August III. in den erblichen Reichsadelsstand erhoben. Die Anerkennung dieses Adelsstandes in Österreich erfolgte für dessen Witwe und die Söhne durch Erlass vom 4. Januar 1832.
Theodor von Karajan war der Vater des Max Theodor von Karajan und Urgroßvater des Dirigenten Herbert von Karajan (1908–1989).

## Leben
Theodor von Karajan studierte von 1826 bis 1828 Philosophie an der Universität Wien. Danach trat er in den österreichischen Staatsdienst ein und arbeitete beim Hofkriegsrat, beim Hofkammerarchiv und schließlich in der Hofbibliothek.
Aufgrund seiner historischen Forschungen, insbesondere über Vergleichende Sprachwissenschaften und das Mittelalter wurde er ab den 1840ern Mitglied und Ehrenmitglied zahlreicher historischer und akademischer Vereinigungen in ganz Europa. 1848 wurde Karajan Mitglied der Kaiserlichen Akademie der Wissenschaften, der er ab 1851 als Vizepräsident und ab 1866 als Präsident vorstand.
Vom 24. Mai bis zum 20. September 1848 war er Abgeordneter für Guntersdorf in der Frankfurter Nationalversammlung, wo er zur Casino-Fraktion zählte.
1853 wurde Karajan auch korrespondierendes Mitglied der Preußischen Akademie der Wissenschaften, 1859 der Bayerischen Akademie der Wissenschaften.
Von 1867 bis zu seinem Tod war er Mitglied des Österreichischen Herrenhauses.
Theodor von Karajan wurde mit allerhöchster Entschließung vom 27. Mai 1869 von Kaiser Franz Joseph I. in Wien mit dem Ritterkreuz des Leopold-Ordens ausgezeichnet und aufgrund der Ordensstatuten als „Ritter von Karajan“ im September 1869 in den erblichen österreichischen Ritterstand erhoben.

## Werke
- Frühlingsgabe für Freunde älterer Litteratur (Wien 1839 und 1875)
- Michael Behaims Buch von den Wienern 1462–65 (Wien 1843)
- Deutsche Sprachdenkmale des 12. Jahrhunderts (Wien 1846)
- Verbrüderungsbuch des Stiftes St. Peter zu Salzburg (Wien 1852)
- Über Heinrich den Teichner (Wien 1855)
- Die alte Kaiserburg zu Wien vor 1500 (Wien 1863)
- Abaraham a Sancta Clara (Wien 1867)

Er eröffnete auch 1855 die Fontes rerum austriacarum durch eine Ausgabe „Kleiner Quellen zur Geschichte Österreichs“.

## Würdigung
- Vom Verein für Geschichte der Stadt Wien wird die Theodor-Georg-Ritter-von-Karajan-Medaille verliehen.
- Sein ehrenhalber gewidmetes Grab befindet sich am Friedhof Mauer (Gruppe 8, Reihe 1, Nummer 20) in Wien.
- Im Jahr 1889 wurde in Wien-Brigittenau (20. Bezirk) die Karajangasse nach ihm benannt.